# Rüdiger Klink
Rüdiger Klink  (n. 10 august 1971, Karlsruhe) este un actor german.

## Date biografice
Klink a studiat dramaturgia între anii 1995 - 1999, la Academia de Teatru August Everding din Bavaria. Din anul 2005 el a devenit cunoscut prin rolurile jucate în câteva seriale TV.

## Filme
- Das geteilte Glück, 2010
- Tatort: episodul Tod einer Lehrerin, 2011
- Tatort: episodul Der Tote im Nachtzug, 2011
- Unter Anklage: Der Fall Harry Wörz, 2014

1. ↑  Czech National Authority Database, accesat în 1 martie 2022